# Faiza Soudani
Faiza Soudani (Sidi Bouzid, 23 giugno 1978) è un'ex cestista tunisina.

## Carriera
Con la Tunisia ha disputato i Campionati mondiali del 2002.